# Jeroen Hetzler
Jeroen Hetzler (pseudoniem: Jeremy Hustler) is een Nederlandse schrijver.
Hij was jarenlang werkzaam in de financiële wereld. Zijn reizen brachten hem vaak in het Midden-Oosten. De schrijver plaatst zijn romans tegen een historische achtergrond, met een voorliefde voor de culturen uit het Midden-Oosten. Opvallende thema's in het werk van Jeroen Hetzler zijn ook nog zeilen en astronomie, duidelijk twee passies van de auteur.

## Historische romans
- De wegen van Horus  (1997)
- De verborgen Jihad:  een zoektocht naar het geheim dat de kerk van Rome het meest vreest  (1998)
- De Bouwmeester: het drama rond het bedrog van de graal (2005)
- De samenzwering: het raadsel van de U-77 (2009)

## Reisverhalen
- De steen in het grind:  een belofte voor het beloofde land  (1997)

## Jeremy Hustler
Onder het pseudoniem Jeremy Hustler publiceerde de schrijver tot hiertoe één historische roman.
- De overloper  (2002)

- International Standard Name Identifier: 0000 0000 3834 4942
- Library of Congress Control Number: n98107477
- Nederlandse Thesaurus van Auteursnamen: 15935532X
- Virtual International Authority File: 41162709
- WorldCat: E39PBJtGWKtdcfRxyBy68FQTHC